# Catocala manitoba
Catocala manitoba hoặc Catocala praeclara manitoba là một loài bướm đêm thuộc họ Erebidae. Nó được tìm thấy ở Manitoba.
Ấu trùng ăn Populus và Salix.